# Nagidusa
Nagidusa is een geslacht van vlinders van de familie tandvlinders (Notodontidae).

## Soorten
- N. cinescens Schaus, 1901
- N. mycomba Dyar, 1917
- N. suavis Dyar, 1911
- N. xylocampoides Walker, 1862